# San Juan de Dios (Guerrero)
San Juan de Dios es una localidad del estado mexicano de Guerrero. Es parte del municipio de Taxco de Alarcón.

## Toponimia
El nombre «San Juan de Dios» hace referencia al santo patrono de la localidad: Juan de Dios.

## Demografía
| Gráfica de evolución demográfica |
|                                  |

| Censo | Población |
| ----- | --------- |
| 1900  | 508       |
| 1910  | 524       |
| 1921  | 455       |
| 1930  | 554       |
| 1940  | 764       |
| 1950  | 896       |
| 1960  | 764       |
| 1970  | 607       |
| 1980  | 753       |
| 1990  | 1 122     |
| 2000  | 1 315     |
| 2010  | 1 457     |
| 2020  | 1 619     |